# Marie-Sophie Leroyer de Chantepie
Pour les articles homonymes, voir Le Royer.
Marie-Sophie Leroyer de Chantepie (31 octobre 1800, Château-Gontier - 23 octobre 1888, Angers) est une écrivaine française.

## Biographie

### Famille
Les parents de Marie-Sophie Leroyer de Chantepie, Marie-Catherine-Aimée Dupont divorcée en 1792, et son père, Robert Pierre Leroyer de Chantepie, veuf d'un premier mariage, s'installent à Angers en 1807. Elle hérite de ses parents, à leur mort (1830 ?), une confortable fortune incluant fermes et terres autour d'Angers et maisons dans la ville même.

### Vie politique
Dans sa propriété La Licorne, Marie-Sophie accueille généreusement beaucoup de nécessiteux. Leur nombre atteint parfois les dix-huit personnes. Célibataire, profondément croyante, elle souffrira toute sa vie d'obsessions intérieures : scrupules liés à la religion ; conflits domestiques.
Aristocrate issue d'un milieu privilégié, Marie-Sophie n'aime à fréquenter que les artistes et les Républicains : Auguste Richard de La Hautière, avocat ; Victor Mangin, directeur du Phare de la Loire. Ces derniers sont majoritaires dans son salon à partir de 1871. Armand Barbès est son héros, et les prolétaires des martyrs qui luttent pour une juste cause.
Mais la sensibilité politique de Mademoiselle de Chantepie, ses idées sociales, sont toujours le fruit de la dimension chrétienne de sa personnalité. Le républicain, chez elle, prend racine dans la spiritualité évangélique.

### Vie littéraire
L'art, dont elle est passionnée, lui apporte quelques consolations. Grande lectrice, amatrice de peinture, de musique (concerts, opéras), elle se désespère du néant de la vie culturelle de province. Elle voyage peu, et peu loin. Elle séjourne parfois à Nantes, où elle loue une maison pour assister aux spectacles d'opéra du Théâtre Graslin. On la trouvera parfois poussant jusqu'à l'océan tout proche.
Pour pallier les angoisses qui la minent, elle correspond, entre autres, avec George Sand, et durant 19 ans, avec Gustave Flaubert,. Son cousin, Alexandre Leroyer de Chantepie, était également un ami de George Sand à travers ses intérêts littéraires. Plus tard, elle s'est mariée avec l'officier russe M. Benediktov et a passé ses dernières années en Russie.
Son premier roman est édité en 1844, Les Duranti. Succèderont Angélique Lagier (1851), Angèle ou Le Dévouement filial (1860). Le catalogue de la Bibliothèque nationale de France mentionne treize œuvres dont certaines seront publiées après sa mort.
Elle écrit aussi des articles dans Le Phare de la Loire. Notons encore Mémoires d'une provinciale (1880) et la parution posthume de Souvenirs et Impressions littéraires (1892) dans lesquels Marie-Sophie consacre un chapitre à George Sand et un autre à Gustave Flaubert.
Marie-Sophie s'éteint le 23 octobre 1888 dans sa maison d'Angers, au 24 boulevard du Roi-René.